# Louis van der Straten Ponthoz
Le comte Louis van der Straten Ponthoz, né au château de Ponthoz le 8 mai 1788, et mort au château de Ponthoz le 7 août 1844, est un militaire et homme politique belge.

## Biographie
Louis Marie Hyacinthe Joseph van der Straten Ponthoz, né au château de Ponthoz le 8 mai 1788, est le fils de Charles van der Straten,  seigneur de Waillet et de Ponthoz, et d'Elisabeth Marie-Josèphe d'Everlange Witry. Marié avec Gabrielle de Laittres, fille de Robert-Joseph de Laittres (nl), seigneur du Rossignol, membre de l'état noble et du corps équestre du Luxembourg, et de Jeanne Marguerite Josèphe de Maillard de La Martinière de Gorcy, baronne de Brandebourg, il est le père de Gabriel Auguste van der Straten-Ponthoz (de) et de François van der Straten Ponthoz (1816-1907).
Il est capitaine aux Gardes wallonnes au service de l'Espagne.
Il obtient le titre de baron transmissible à tous ses descendants le 21 janvier 1839 puis celui de comte transmissible par ordre de primogéniture masculine le 20 novembre 1840. 

## Fonctions et mandats
- Membre du Conseil provincial du Luxembourg
- Membre du Sénat belge : 1833-1834 (arrondissement de Neufchâteau), 1835-1843 (arrondissement de Liège)

## Sources
- Nicole Caulier-Mathy, Le monde des parlementaires liégeois 1831-1893, Bruxelles, 1996
- Jean-Luc De Paepe & Christiane Raindorf-Gérard, Le Parlement belge, 1831-1894, Bruxelles, 1996.
- Oscar Coomans de Brachène, État présent de la noblesse belge, Annuaire 1999, Bruxelles, 1999.